# Sultan (Washington)
Sultan az Amerikai Egyesült Államok északnyugati részén, Washington állam Snohomish megyéjében elhelyezkedő város. A 2010. évi népszámlálási adatok alapján 4651 lakosa van.

## Történet
A térség első lakói a stək'talidubc nevű halkeltető melletti tʷ'tsɬitɬd településen élő skykomish indiánok voltak. Miután aranyat találtak a Sultan folyó mentén, John Nailor és felesége 1860-ban érkeztek ide. Az első telepesek között kínai befektetők is voltak, de őket 1885-ben kilakoltatták. Nailor a bányászok és favágoók számára boltot és szállót tartott fenn, 1885-től pedig egyben a posta vezetője is lett. A Sultan elnevezés Tseul-tud (más írásmód szerint Tseul-dan) törzsfőnök nevének átirata.
Nailorék 1889-ben William B. Stevensnek 8,1 hektár területet értékesítettek, aki az év októberében hivatalosan is feljegyeztette a település létrejöttét. A Great Northern Railway műhelyének köszönhetően a település növekedésnek indult. Az első fafeldolgozó 1891-ben, a zsindelygyár pedig 1895-ben nyílt meg. Sultan 1905. július 28-án kapott városi rangot; ekkor három üzlet és néhány kisebb gyáregység működött. 1912-re bevezették az elektromos áramot, az utcák szilárd burkolatot kaptak és megnyílt a könyvtár; az ivóvízet egy gátról tervezték biztosítani. A Skykomish folyón 1908-ban megépült híddal a déli part mentén elterülő farmokat összekötötték a várossal.
Az első világháborút követő gazdasági visszaesés miatt a lakosok 1920 júniusában a város méretének csökkentése mellett döntöttek. A szesztilalom ideje alatt a térségben megnőtt a bűncselekmények száma; Percy Brewster városi marsallt egy szökött rabló 1927. március 2-án meggyilkolta. A nagy gazdasági világválság idején a városban katonák táboroztak, akik tűz- és erdővédelmi feladatokat láttak el. A Works Progress Administration projektjeiben több közintézmény (például a középiskola és annak tornaterme) készült el. Az 1940-es évekbeli tüzekben a város több létesítménye is megsemmisült.
Az 1950-es és 1960-as években önkéntesek állami segítséggel a városi létesítmények átalakításában vettek részt. Az új városháza 1954-ben, a kibővített általános iskola 1957-ben, az új helikopter-leszállóhely pedig 1958-ban nyílt meg. A Skykomish folyó hídját 1961-ben cserélték. A megyei közműszolgáltató a Spada-tavi víztározó létrehozásával 1965-től a Culmback gát segítségével biztosította az ivóvizet.
A magas költségvetési hiány miatt Monroe egy képviselője javasolta a két város egyesülését; Sultan ehelyett bizonyos szolgáltatásokat külső üzemeltetőknek engedett át. A településen a hiányt a szabadidős tevékenységek bővítésével (például lőterek átadása) kívánják csökkenteni.

## Éghajlat
| Hónap                         | Jan.  | Feb.  | Már.  | Ápr. | Máj. | Jún. | Júl. | Aug. | Szep. | Okt. | Nov.  | Dec.  | Év    |
| ----------------------------- | ----- | ----- | ----- | ---- | ---- | ---- | ---- | ---- | ----- | ---- | ----- | ----- | ----- |
| Rekord max. hőmérséklet (°C)  | 20,0  | 25,0  | 28,3  | 32,2 | 38,9 | 41,1 | 40,0 | 37,8 | 36,7  | 33,9 | 25,6  | 19,4  | 41,1  |
| Átlagos max. hőmérséklet (°C) | 8,3   | 10,0  | 12,2  | 15,0 | 18,3 | 21,1 | 24,4 | 25,0 | 22,2  | 16,1 | 10,6  | 7,2   | 15,9  |
| Átlagos min. hőmérséklet (°C) | 1,7   | 1,7   | 2,8   | 4,4  | 7,2  | 10,0 | 11,1 | 11,1 | 8,3   | 5,6  | 3,3   | 1,1   | 5,7   |
| Rekord min. hőmérséklet (°C)  | −22,2 | −20,0 | −14,4 | −8,3 | −2,8 | −0,6 | 2,2  | 2,2  | −3,9  | −6,7 | −15,6 | −16,1 | −22,2 |
| Átl. csapadékmennyiség (mm)   | 212   | 143   | 153   | 134  | 129  | 98   | 43   | 45   | 85    | 158  | 260   | 194   | 1654  |
| Forrás: The Weather Channel   |       |       |       |      |      |      |      |      |       |      |       |       |       |

## Népesség
A 2010-es népszámláláskor a városnak 4651 lakója, 1607 háztartása és 1142 családja volt. A népsűrűség 548,5 fő/km2. A lakóegységek száma 1752, sűrűségük 206,6 db/km2. A lakosok 86,2%-a fehér, 0,2%-a afroamerikai, 1%-a indián, 1,6%-a ázsiai, 0,2%-a a Csendes-óceáni szigetekről származik, 7,1%-a egyéb, 3,7%-a pedig kettő vagy több etnikumú. A spanyol vagy latino származásúak aránya 12,2% (   )
A háztartások 44,4%-ában élt 18 évnél fiatalabb. 52,5% házas, 12,3% egyedülálló nő, 6,3% egyedülálló férfi, 28,9% pedig nem család. 21% egyedül élt; 6,1%-uk 65 éves vagy idősebb. Egy háztartásban átlagosan 2,89 személy élt; a családok átlagmérete 3,36 fő.
A medián életkor 32,3 év volt. A város lakóinak 30,7%-a 18 évesnél fiatalabb, 8,4% 18 és 24 év közötti, 32%-uk 25 és 44 év közötti, 21,6%-uk 45 és 64 év közötti, 7,3%-uk pedig 65 éves vagy idősebb. A lakosok 51,5%-a férfi, 48,5%-a pedig nő.

## Gazdaság
2015-ben az aktív korúak száma 3709 fő volt, a munkanélküliség pedig 10,4 százalék. A legtöbben a kereskedelemben (20,9%), az oktatásban és egészségügyben (15,3%), a gyártóiparban (11,9%) és az építőiparban (7%) dolgoztak. A 2020-as adatok szerint a lakosok 77,6%-a saját gépjárművel, 14,3%-a telekocsival, 1,3%-a kerékpárral, 1,1% pedig tömegközlekedéssel jut el munkahelyére; 1,3% gyalogol, 2,3% pedig otthonról dolgozik.
A legnagyobb foglalkoztató a tankerület (254 munkahely).

## Közigazgatás
A polgármestert és a képviselőtestület hét tagját négy évre választják. A városháza a könyvtárral közös épületben működik. 2003-ban népszavazást tartottak a városmenedzseri pozícióról, azonban a javaslat elbukott.
Az önkormányzatnak 2016-ban 15 teljes munkaidős alkalmazottja és 11,1 millió dolláros költségvetése volt. A városi rendőrséget 2008-ban feloszlatták; a közbiztonságért azóta a megyei seriff hivatala felel.

## Kultúra
Az 1983 óta minden júliusban megrendezett Sultan Shindig évi húszezer látogatót vonz. A háromnapos eseményen autóbemutatót is tartanak, valamint fejszedobó, fafaragó és más, a faiparhoz kapcsolódó versenyeket rendeznek. A 2018-as eseményen a Timber Monster bemutatta Shining Shandy nevű sörét. Egy másik, szeptemberi rendezvény a lazacok vándorlásához kapcsolódik.
Az 1968. augusztus 30-án kezdődő, háromnapos Sky River Rock Festival and Lighter Than Air Fair az USA egyik első zenei fesztiválja volt. A KRAB rádióadó és a Helix újság által szervezett esemény húszezer hippi vett részt (közülük 13 ezren rendelkeztek jeggyel), és a woodstocki fesztivál előfutárának tekintették. A rendezvénysorozaton Carlos Santana, a Grateful Dad, Country Joe McDonald, Muddy Waters, Buffie Sainte-Mairy és John Faley is fellépett. Az önkormányzat a következő évben a forgalmi dugók és más problémák (például a helyszínen elfogyott az ivóvíz) nem engedélyezte a rendezvény megszervezését, azonban 2017-ben egyszeri alkalommal újra megtartották.

## Parkok
A városban hat park található. A 31 hektáros Osprey Parkban sportlétesítmények és kutyafuttató is van. Sultan városa 2008-ban gördeszkaparkot nyitott. A napközis tevékenységeket kínáló klub 2015-ben nyitott meg újra, miután az előző létesítmény leégett.

## Oktatás
A Sultani Tankerület négy intézményének a 2018–2019-es tanévben 1913 diákja, 113 tanára és 75 egyéb alkalmazottja volt. A középiskola 1951-ben átadott épülete a négy évvel korábban lebontott létesítményt váltotta. Az iskolák fejlesztésére és egy új adminisztrációs központ felépítésére szánt 56 millió dolláros projekt a népszavazáson elbukott.
A történelmi társaság a város postahivatalának épületében múzeumot tart fenn.
A könyvtárat 1927-ben alapították; korábban a város üzemeltette, azonban anyagi okokból 2008 március óta a Sno-Isle Libraries működteti.

## Infrastruktúra

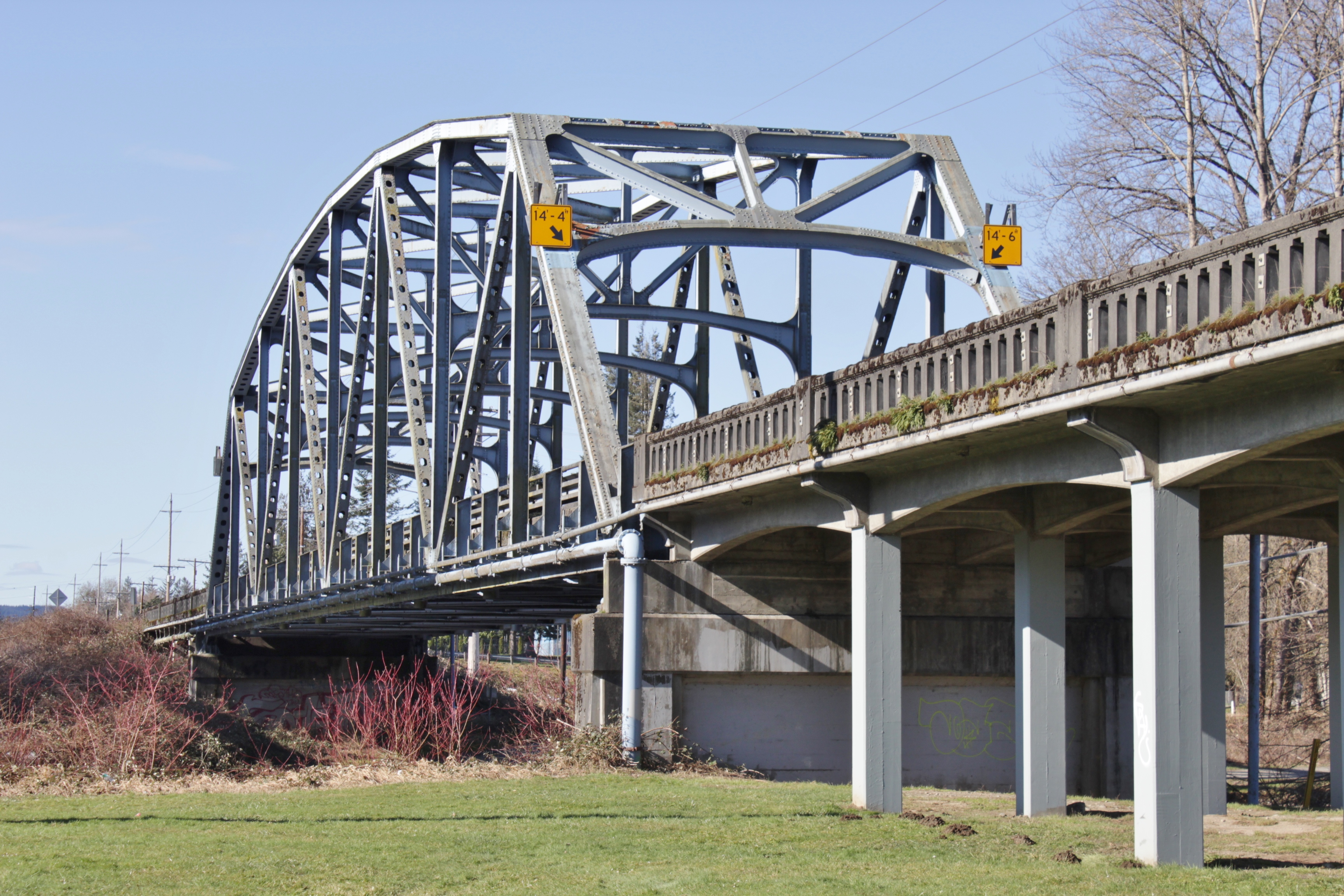
A US-2 hídja a Sultan folyó felett

### Egészségügy
A településen két orvosi rendelő található; ezek egyikét 2015 óta az EvergreenHealth üzemelteti.

### Közlekedés
A U.S. Route 2 városi szakaszán naponta 18 ezer jármű halad át; ez a szám nyáron és a síszezonban magasabb. Az út városi szakaszán 1990 és 2000 között több mint száz baleset történt, így a biztonságot növelő intézkedések (például körforgalmak kialakítása, nagyobb rendőri felügyelet) történtek.
A város tömegközlekedését a Community Transit biztosítja, amely P+R parkolót is fenntart.
A Sultan folyón átívelő két vasúti híd mellé egy gyalogosoknak és kerékpárosoknak fenntartott műtárgy építését tervezik.

### Közművek
Az elektromos áramot a megyei közműszolgáltató, az ivóvizet pedig a város szolgáltatja; ezeket a Culmback gát vize biztosítja. A megtisztított szennyvizet a Skykomish folyóba eresztik. A szemétszállítást az Allied Waste végzi.

## Nevezetes személyek
- Boeda Strand, snohomish származású kosárfonó[79]
- Tanner Belcher, ökölvívó[80]

## Fordítás
- Ez a szócikk részben vagy egészben  a   Sultan, Washington című angol Wikipédia-szócikk ezen változatának fordításán alapul.  Az eredeti cikk szerkesztőit annak laptörténete sorolja fel. Ez a jelzés csupán a megfogalmazás eredetét és a szerzői jogokat jelzi, nem szolgál a cikkben szereplő információk forrásmegjelöléseként.